# Seversky P-35
Seversky P-35 var ett amerikanskt jaktflygplan av lågvingad monoplanstyp, konstruerat 1935 av Alexander de Severskys chefskonstruktör, Alexander Kartveli. Dess första flygning skedde 15 augusti 1935. Flygplanet kom att vara i operativ tjänst mellan åren 1937 och 1952 i flera olika flygvapen. Flygplanet gjorde tjänst i Svenska flygvapnet som J 9 och B 6. Flygplanet utan militär beteckning kallades antingen AP eller EP med variantens nummer efter, vilket stod för Army Pursuit "Armé Jakt" eller Export Pursuit "Export Jakt".

## Användning av EP-1-106 "Guardsman" i Sverige

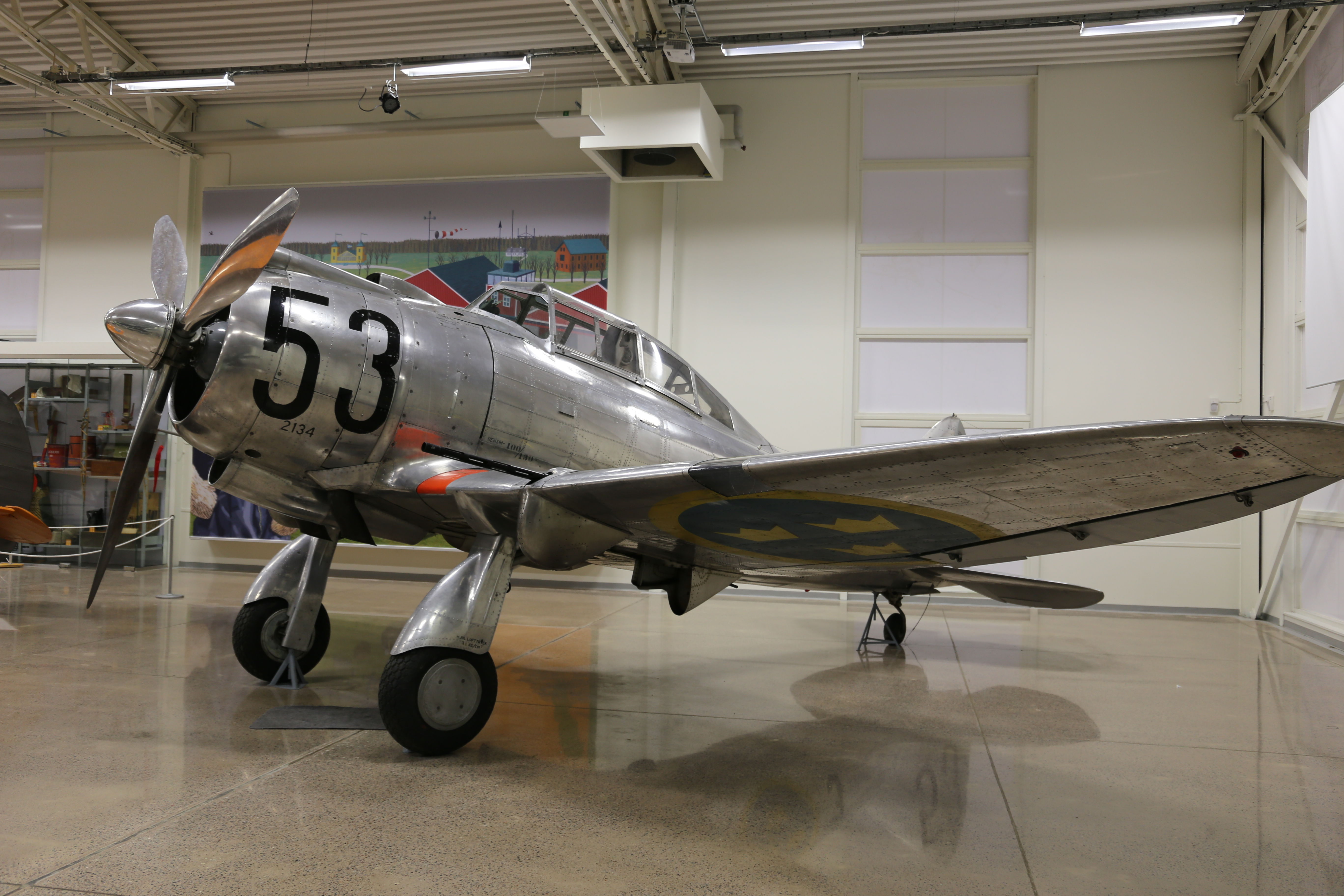
J 9, Seversky P-35 på Flygvapenmuseum

Mellan åren 1940 och 1952 ingick Seversky P-35A i Flygvapnet med den svenska militära beteckningen J 9.
Seversky tog 1935 fram ett lågvingat jaktflygplan som en privat spekulation. I samband med Nils Söderbergs besök vid Severskyfabriken 1937 gavs han möjligheten att provflyga Seversky EP-1. Söderberg föreslog att en division Seversky EP-1 skulle beställas istället för J 8, men Flygförvaltningen ansåg att flygplanet var för dyrt.
1939 var Alexander Seversky på försäljningsturné med sitt jaktplan i Japan och Sovjetunionen. I mitten av maj mellanlandade han på Bromma och kunde efter en lyckad demonstration ta hem ett kontrakt på 15 stycken Seversky EP-1 Model 106, som den svenska versionen kom att kallas.
I oktober beställde flygförvaltningen ytterligare 45 flygplan. Planer fanns i Flygvapnet att sätta upp en andra jaktflottilj vid F 9 Säve, varför ytterligare 60 flygplan beställdes i januari 1940.
I december 1939 blev de första flygplanen klara i USA och kunde besiktigas och godkännas av Bo Lundberg, skaparen av J 22. En första sändning om 20 flygplan paketerade i stora lådor skeppades iväg i januari 1940. Den följdes av en andra sändning om sex flygplan. 16 flygplan hann precis att tas i land i Trondheim och transporteras vidare innan det tyska anfallet på Norge 9 april 1940. Fyra lådor med J 9 togs temporärt i beslag av tyskarna, medan sex flygplan på amerikanska båtar letade sig till andra hamnar.
De resterande 14 beställda flygplanen kunde nu inte levereras via Norge, utan möjligheten undersöktes att istället låta fartygen gå till hamnar i England eller Skottland för att montera flygplanen där och sedan flyga över dem till Sverige. Ett alternativ var att ta dem via Genua och Tyskland, en lösning som dock inte godkändes av USA.
Efter förhandlingar med England och Finland öppnades möjligheten att ta dem via den isfria hamnen i Petsamo. En finsk ingenjörstrupp avdelades för att förstärka broar och vägar mellan Petsamo och den 700 km långa sträckan till den svenska gränsen. Från Haparanda transporterades flygplanen till CVM där ihopmonteringen utfördes.
Totalt 60 flygplan hann levereras innan USA införde sitt vapenembargo.
Efter monteringen av de till Sverige levererade flygplanen placerades de på F 8 Barkarby. Trots en intensiv användning under beredskapsåren inträffade få totalhaverier med J 9. Vid slutet av andra världskriget fanns fortfarande 51 av flygplanen kvar i tjänst.
Med början i maj 1945 överfördes efter hand drygt trettio flygplan till F 11 Nyköping varav flertalet senare fortsatte till F 20 Uppsala och F 3 Malmslätt. På F 11 och F 3 användes de som spaningsflygplan, fortfarande med beteckningen J 9, efter att några av dem fått en snedbildskamera monterad i bagageutrymmet bakom förarplatsen.
År 1946 avfördes flygplanet som huvudtyp och kom istället att användas på olika flottiljer för allmän flygträning och sambandsflygning. De sista sju flygplanen användes vid F 5 Ljungbyhed och F 8 Barkarby fram till 27 september 1952.

## Användning av EP-1-106 "Guardsman" i Filippinerna
De resterande 60 flygplanen som var beställda övertogs av US Army Air Corps, (från och med juni 1941 omdöpt till först US Army Air Force) där de först fick benämningen Seversky P-35A. 
Fyrtiofem (eller femtiosju beroende på källa) av dessa skickades till Far East Air Force i Filippinerna, där de inledningsvis flög med både svensk och amerikansk militär märkning. Vid tidpunkten för anfallet mot Pearl Harbor hade redan åtta av dessa havererat. 
P-35A deltog i strid mot Japan när de attackerade Filippinerna den 8 december 1941. Japan som hade många hundra fler flygplan som även kan ses som mer avancerade sköt ner de flesta P-35A innan mitten av december då Far East Air Force splittrades. 
De överlevande individerna fortsatte att slåss mot Japan tills januari 1942 då de skickades till Bataan för att senare skickas till det Filippinska flygvapnet. Bara 2 kom fram till Bataan och bara en kom fram till det Filippinska flygvapnet. Denna sista P-35 blev senare nedskjuten över Macajalar Bay när den gjorde en attack mot japanska markstyrkor den 3 maj.
De flygplan som fanns kvar i USA fick beteckningen RP-35A och blev träningsflygplan.

## Bevarade exemplar
Endast tre flygplan finns bevarade i världen. På Flygvapenmuseum i Linköping finns en J 9 ombyggd till spaningsutförande med snedkamera. På Fantasy of Flight i Polk City i Florida pågår renoveringen av en före detta svensk J 9 till flygbart skick. På National Museum of the United States Air Force i Dayton, Ohio, finns en P-35, (mindre motor än P-35A) utställd.

## Varianter
- Seversky P-35, 76 st. jaktflygplan för USAAC.
- (EP-1-106) Seversky P-35A, 45 (57) st. Anpassade för Sverige men på grund av krigsembargot levererades de till USAAC. I USA fick de samma beväpning som vanliga P-35 och skickades till Filippinerna.
- Seversky RP-35A, 15 (3) st. Anpassade för Sverige men på grund av krigsembargot levererades de till USAAC. Dessa 3-15 individer blev träningsflygplan.
- J 9, 60 st. Sextio stycken P-35A kom till Sverige och fick beteckningen J 9. De levererades till Flygvapnet utan beväpning. I Sverige fick de svenska 8 mm ksp m/22 och 13.2 mm akan m/39, samt en noskon.
- J 9 Mod 44, J 9 hade problem med krutgaser som kom in i luftintaget ovanpå nosen. Då gjorde man en modifikation där man förlängde luftintaget framför kulsprutorna. Denna modifikation blev obligatorisk 1944.
- J 9 ksp, minst 2 st. Vissa J 9 fick inte sina 13.2 mm m/39 Tunga kulsprutor installerade på grund av olika anledningar. I stället blev de beväpnade med fyra stycken 8 mm ksp m/22. Minst en av dessa, J 9 2152 F8-19, blev senare ombeväpnad med 13.2 mm m/39.
- S 9C, 9 till F11. Alla resterande J 9 på F8 blev mellan åren 44-45 skickade till F3 och F11 för att bli spanings plan. Man använde ögonsyn och en handkamera för spaning. Kanoner togs bort på vissa individer.
- S 9C Mod 47, 12 st. Tolv J 9 modifierades under 1947 med en fast kamerainstallation i mekanikerutrymmet i bakkroppen för att förbättra rollen som spaningsplan.
- B 6, 2 st. Sverige beställde 52 stycken tvåsitsiga P-35'or kallade 2PA Guardsman. Dock kom bara 2 stycken fram innan embargot. En kraschade och den andra kom i tjänst som stabsplan.
- 2PA Guardsman, 50 st. De 50 B 6 som inte kom till Sverige stannade kvar i USA och kom till slut i tjänst som skolflygplan med beteckningen AT-12 Guardsman.
- 2PA-L, 22 st. T20 exemplar för Japan och 2 till Soviet.
- XP-41, 1 st. Provflygplan med turbomotor 1939, utvecklingen avbröts när USAAC beslöt att satsa på P-43 Lancer.

### Webbkällor
- http://www.joebaugher.com/usaf_fighters/p35_2.html
- http://www.f11museum.se/flygplan.html
- https://www.aef.se/Flygvapnet/PDF-dokument/Det_bevingade_verket/5_Bevingade_verket_Jaktfalken.pdf
- http://www.americancombatplanes.com/p35_3.html